# I. Hattuszilisz politikai végrendelete
I. Hattuszilisz politikai végrendelete a CTH#6 katalógusszámú kétnyelvű (bilingvis) tábla. Négy oszlopban elhelyezett felirataiból az első és az utolsó akkád nyelvű, a két középső hettita. Elsődleges forrása a korai Hettita Birodalom belső helyzetének, a királyi család és a tisztviselők egymás közti viszonyának. A táblából kiderül, hogy bár Hattuszilisz Hattuszasz városába helyezte át székhelyét, a kijelölt trónörökös, Murszilisz Kusszarában tartózkodott.
A szöveg akkor keletkezett, amikor Hattuszilisz a halapi hadjárat során súlyosan – mint később kiderült, halálosan – megsebesült, de még visszatért Kusszarába, és itt diktálta le végrendeletét, amelynek tulajdonképpen a kolofón egyetlen mondata a lényege: utasítja birodalmát, hogy Murszilisz hercegnek engedelmeskedjenek. Ez a kijelölt örökös valószínűleg Hasztajaraszon, az anyján keresztül az unokája, korábban Hattuszilisz már két fiától is megvonta a trónöröklés jogát. Murszilisz azonban még kiskorú volt ebben az időben, és a CTH#24 (Pimpira töredék) alapján talán Pimpirit, Nenassza hercege lett a régens. A szöveg egy része úgy értelmezhető, hogy Hattuszilisz Hasztajaraszt bízta meg testének elhamvasztásával és temetésének megrendezésével.
I. Murszilisz később Hattuszilisz halálának megbosszulása ürügyén újra hadjáratot vezetett Halap ellen, és elfoglalta. Ez vezetett II. Hammurapi vereségéhez és Jamhad királyságának végleges bukásához, a hettiták kora után Mukis néven alakult itt újra állam.

## Tartalma
1–6. §: Hattuszilisz a birodalom legfontosabb katonai tisztviselői előtt a korábban megjelölt trónörököst, Labarnaszt megfosztja a trónöröklési jogtól. Arra hivatkozik, hogy fia rideg és könyörtelen ember. Fia kitagadását részben a korábbi királyi hitves, Labarnasznak néven nem nevezett anyja miatt teszi, akit többször nevez az irat kígyónak. Az anyát és fiát Hatti lakosai gyilkosának nevezi, aki elveszi az ökröket és a juhokat a birodalom lakosságától, és neki alig sikerült országát megbékíteni. Ezért egyúttal Labarnaszt egy távoli, de nagyméretű és jövedelmű birtokra száműzi, ahonnan nem távozhat, nehogy lázadást szítson Murszilisz ellen.
7–11. §: Mursziliszt, az unokát fiává fogadja, amely jelképes aktus a trónöröklés elismertetésében. Felsorolja mindazokat a jó tulajdonságait, amelyek alapján így döntött. Bátorságát, akaratát és vezetői képességeit említi.
12–18. §: Hivatkozások – ellenpéldaként a fentebbi érveléshez – Huccijasz esetére, akit már korábban kitagadott. Felhozza, hogy a herceg miatt lázadt fel ellene Tapasszanda és Hattuszasz, sőt az egész Nagy Ház (a királyi udvar), és a lázadások főbb eseményeit is felvázolja.
19–22. §: Murszilisz kötelességeinek és követendő irányelveinek felsorolása, a jó uralkodó ismérvei.
23. §: Hasztajarasz feladatai halálát követően. A fogalmazás homályos, valószínűleg Hattuszilisz testének elhamvasztásáról és a temetésről van szó.
Kolofón: „A nagy király, a Tabarna írása ez. Ha a király megbetegedett, utasítsa a királyságot az ő fia, Murszilisz Kusszarában” (Vagyis Murszilisz parancsoljon az országban.)